# Tutto può succedere - Something's Gotta Give
Tutto può succedere - Something's Gotta Give (Something's Gotta Give) è un film del 2003 scritto e diretto da Nancy Meyers.

## Trama
Harry Sanborn è un imprenditore newyorchese ultrasessantenne, proprietario di un'importante etichetta hip hop, che non si è mai sposato e per tutta la vita non ha mai frequentato una donna che avesse più di 30 anni. La sua ultima conquista, la giovane banditrice d'asta Marin, lo invita a trascorrere il weekend nella sua villa al mare, non sospettando che sua madre Erica e sua zia Zoe hanno avuto la stessa idea. Erica è una commediografa di successo, divorziata e single, il cui ex marito (e padre di Marin) è ancora il regista delle sue commedie.
I caratteri duri di Erica e Harry fanno nascere subito una forte antipatia reciproca, che Erica cerca di smorzare solo per affetto verso la figlia, sapendo che si tratta di una relazione destinata a finire presto. La sera seguente, mentre si trova con Marin, Harry ha un attacco cardiaco. Viene portato in ospedale, dove il dottor Julian Mercer gli salva la vita. Il medico, dopo aver confortato le tre donne sul recupero di Harry, rivela a Erica di essere da sempre un suo ammiratore e di aver visto tutte le sue commedie.
Un paio di giorni dopo Harry viene dimesso, ma il dottore gli chiede di rimanere nei dintorni finché non si sarà completamente ristabilito. Pertanto, anche se molto contrariata, Erica si trova costretta a ospitarlo nella sua casa: i rapporti tra i due non sono facili, ed Erica ne approfitta per accettare la corte del dottor Mercer, che la invita a cena e le confessa di voler iniziare una relazione con lei. Erica però si scopre attratta anche da Harry, e si accorge che i suoi sentimenti sono ricambiati: Marin, accortasene, rompe con Harry e fa in modo che lui e la madre rimangano soli nella villa, in modo che tra i due possa sbocciare la passione.
Alcuni giorni dopo Harry torna a New York, lasciando Erica piena di dubbi e senza prometterle nulla su un eventuale seguito della loro relazione. La sera seguente la donna, trascinata dalla figlia, va a cena con lei, l'ex marito e la sua nuova fidanzata (che ha solo due anni in più di Marin) in un lussuoso ristorante di New York, dove incontra Harry in compagnia di una giovane donna. Lei fugge via dal ristorante e, dopo che lui la raggiunge, lei gli confessa di essersi innamorata. Lui esita e la lascia andare. Inizia per entrambi un periodo molto duro, in cui Harry ha continui "attacchi cardiaci" (che si rivelano sempre essere falsi allarmi dettati dallo stress) e da cui Erica si riprende grazie al lavoro e all'amore di Julian. Erica scrive una commedia che parla della sua storia con Harry, e si vendica del torto subito da lui sbeffeggiandolo e facendo morire il suo personaggio.
Harry, dopo l'ennesimo ricovero, decide di cambiare vita: prende le sue vecchie agende e gira tutti gli Stati Uniti in cerca delle donne che ha frequentato nel corso della sua vita, per capire cosa lo ha trasformato nell'uomo orribile che si è accorto di essere. Il viaggio più lungo lo fa per vedere Erica, che si trova a Parigi con Julian in occasione del suo compleanno, e che Harry, in un ultimo e disperato tentativo, cerca di riconquistare. Dopo aver passato la serata con la coppia, Harry si convince di aver perduto per sempre Erica, ma successivamente lei lo raggiunge e gli rivela di aver troncato con Julian perché si è resa conto di essere ancora innamorata di lui. Harry, felicissimo, la bacia. Nell'ultima scena del film, Harry ed Erica vanno a cena in un ristorante lussuoso con Marin, suo marito Danny e la loro bambina, super coccolata dai nonni.

## Titolo
Il titolo originale del film, Something's Gotta Give, è lo stesso di una canzone del cantante country statunitense Johnny Mercer, registrata nel 1954. Il personaggio di Keanu Reeves si chiama, proprio in suo onore, Julian Mercer.

## Riconoscimenti
- Premio Oscar: candidatura a Diane Keaton come miglior attrice protagonista.
- Golden Globe: a Diane Keaton come miglior attrice e candidatura a Jack Nicholson come miglior attore.
- National Board of Review Awards 2003: miglior attrice (Diane Keaton)
- Satellite Awards 2003: migliore attrice in un film commedia o musicale (Diane Keaton)